# Наукалпан де Хуарез
Наукалпан де Хуарез (шп. Naucalpan de Juárez) је град у Мексику у савезној држави Мексико. Према процени из 2005. у граду је живело 792.226 становника.

## Становништво
Према процени из 2005. у граду је живело 792.226 становника.
| 1990.   | 1995.   | 2000.   | 2005.   |
| ------- | ------- | ------- | ------- |
| 772.483 | 822.358 | 835.053 | 792.226 |

## Партнерски градови
- Калгари
- Де Мојн
- Метепек